# Chaturale
Chaturale (en népalais : चतुराले) est un comité de développement villageois du Népal situé dans le district de Nuwakot. Au recensement de 2011, il comptait 3 238 habitants.